# Institution d'appui à la démocratie en république démocratique du Congo
Une institution d'appui à la démocratie est, en république démocratique du Congo (RDC), une organisation prévue par la Constitution de la transition de la RDC entrée en vigueur en avril 2003 à la suite du dialogue intercongolais tenu en 2002 à Sun City. L'article 154 de la constitution prévoit la création de cinq institutions d'appui à la démocratie : la Commission électorale indépendante, l'Observatoire national des droits de l'homme, la Haute autorité des médias, la Commission de vérité et de réconciliation (en) et la Commission de l'éthique et de la lutte contre la corruption.

## Commission électorale nationale indépendante
La Commission électorale indépendante (renommée la Commission électorale nationale indépendante en 2011) est chargée de l'organisation de l'ensemble du processus électoral, notamment l’enrôlement des électeurs, la tenue du fichier électoral, les opérations de vote, de dépouillement et du référendum. La loi organique fixe la composition, les attributions et le fonctionnement de la commission électorale nationale indépendante, ce qui permet de jauger son indépendance vis-à-vis des contingences politiques 

## Observatoire national des droits de l'homme
L'Observatoire national des droits de l'homme veille à la promotion des droits de l'homme.

## Haute autorité des médias
La Haute autorité des médias, une commission, assure la neutralité des médias. Son travail est complémentaire à celui du Conseil supérieur de l'audiovisuel et de la communication (CSAC). Cette institution d'appui à la démocratie est un organe de régulation des médias en RDC.

## Commission vérité et réconciliation
L'objectif premier de la Commission de vérité et de réconciliation (en) est de réconcilier les Congolais et renforcer l'unité nationale.

## Commission de l'éthique et de la lutte contre la corruption
La Commission de l'éthique et de la lutte contre la corruption favorise les pratiques morales.